# Іванка Христова
Іванка Маринова Христова (болг. Иванка Маринова Христова; 19 листопада 1941, Осиковиця, Софійська область, Болгарія — 24 лютого 2022) — болгарська легкоатлетка, що спеціалізується на штовханні ядра, олімпійська чемпіонка 1976 року та бронзова призерка Олімпійських ігор 1972 року.

## Кар'єра
| Рік                  | Змагання                      | Місто                 | Місце                | Примітки             |                      |
| Представник Болгарія | Представник Болгарія          | Представник Болгарія  | Представник Болгарія | Представник Болгарія | Представник Болгарія |
| -------------------- | ----------------------------- | --------------------- | -------------------- | -------------------- | -------------------- |
| 1962                 | Чемпіонат Європи              | Белград, Сербія       | 7                    | 15.16 м              |                      |
| 1964                 | Олімпійські ігри              | Токіо, Японія         | 10                   | 15.69 м              |                      |
| 1967                 | Чемпіонат Європи в приміщенні | Прага, Чехія          | 2                    | 16.55 м              |                      |
| 1968                 | Чемпіонат Європи в приміщенні | Мадрид, Іспанія       | 4                    | 17.11 м              |                      |
| 1968                 | Олімпійські ігри              | Мехіко, Мексика       | 6                    | 17.25 м              |                      |
| 1969                 | Чемпіонат Європи в приміщенні | Белград, Сербія       | 2                    | 16.94 м              |                      |
| 1969                 | Чемпіонат Європи              | Афіни, Греція         | 4                    | 18.04 м              |                      |
| 1970                 | Чемпіонат Європи в приміщенні | Відень, Австрія       | 5                    | 17.58 м              |                      |
| 1971                 | Чемпіонат Європи в приміщенні | Софія, Болгарія       | 5                    | 17.42 м              |                      |
| 1971                 | Чемпіонат Європи              | Гельсінкі, Фінляндія  | 6                    | 17.78 м              |                      |
| 1972                 | Чемпіонат Європи в приміщенні | Гренобль, Франція     | 4                    | 17.92 м              |                      |
| 1972                 | Олімпійські ігри              | Мюнхен, Німеччина     | 3                    | 19.35 м              |                      |
| 1973                 | Чемпіонат Європи в приміщенні | Роттердам, Нідерланди | 4                    | 17.92 м              |                      |
| 1974                 | Чемпіонат Європи в приміщенні | Гетеборг, Швеція      | 4                    | 19.23 м              |                      |
| 1974                 | Чемпіонат Європи              | Рим, Італія           | 4                    | 19.17 м              |                      |
| 1975                 | Чемпіонат Європи в приміщенні | Катовиці, Польща      | 3                    | 19.35 м              |                      |
| 1976                 | Чемпіонат Європи в приміщенні | Мюнхен, Німеччина     | 1                    | 20.45 м              |                      |
| 1976                 | Олімпійські ігри              | Монреаль, Канада      | 1                    | 21.16 м              |                      |